# Spoorlijn Paris-Lyon - Marseille-Saint-Charles
De spoorlijn Paris-Lyon - Marseille-Saint-Charles is een spoorlijn in Frankrijk die de steden Parijs en Marseille, via Dijon en Lyon, met elkaar verbindt. Het is een van de grote radiale spoorlijnen in Frankrijk die allen samenkomen in Parijs. De lengte van deze spooras is 863 km. De Franse afkorting voor deze lijn is Ligne PLM.  De spoorlijn werd gebouwd tussen 1847 en 1855 en beheerd door Compagnie des chemins de fer de Paris à Lyon et à la Méditerranée, een private maatschappij die in 1938 overging naar de Société nationale des chemins de fer français (SNCF). Sinds 1962 is de gehele lijn geëlektrificeerd. De lijn heeft twee tunnels van meer dan 4 km (een van de langste tunnels die volledig op Frans grondgebied liggen): de 4.638 m lange tunnel de la Nerthe om het massief van de l'Estaque door te steken en de 4.112 m lange tunnel de Blaisy-Bas om de waterscheiding tussen de Seine en de Saône over te steken.
Parallel aan de oude spoorlijn is een hogesnelheidslijn gebouwd. Zie LGV Sud-Est (Parijs - Lyon), LGV Rhône-Alpes (Lyon - Valence) en LGV Méditerranée (Valence - Marseille).

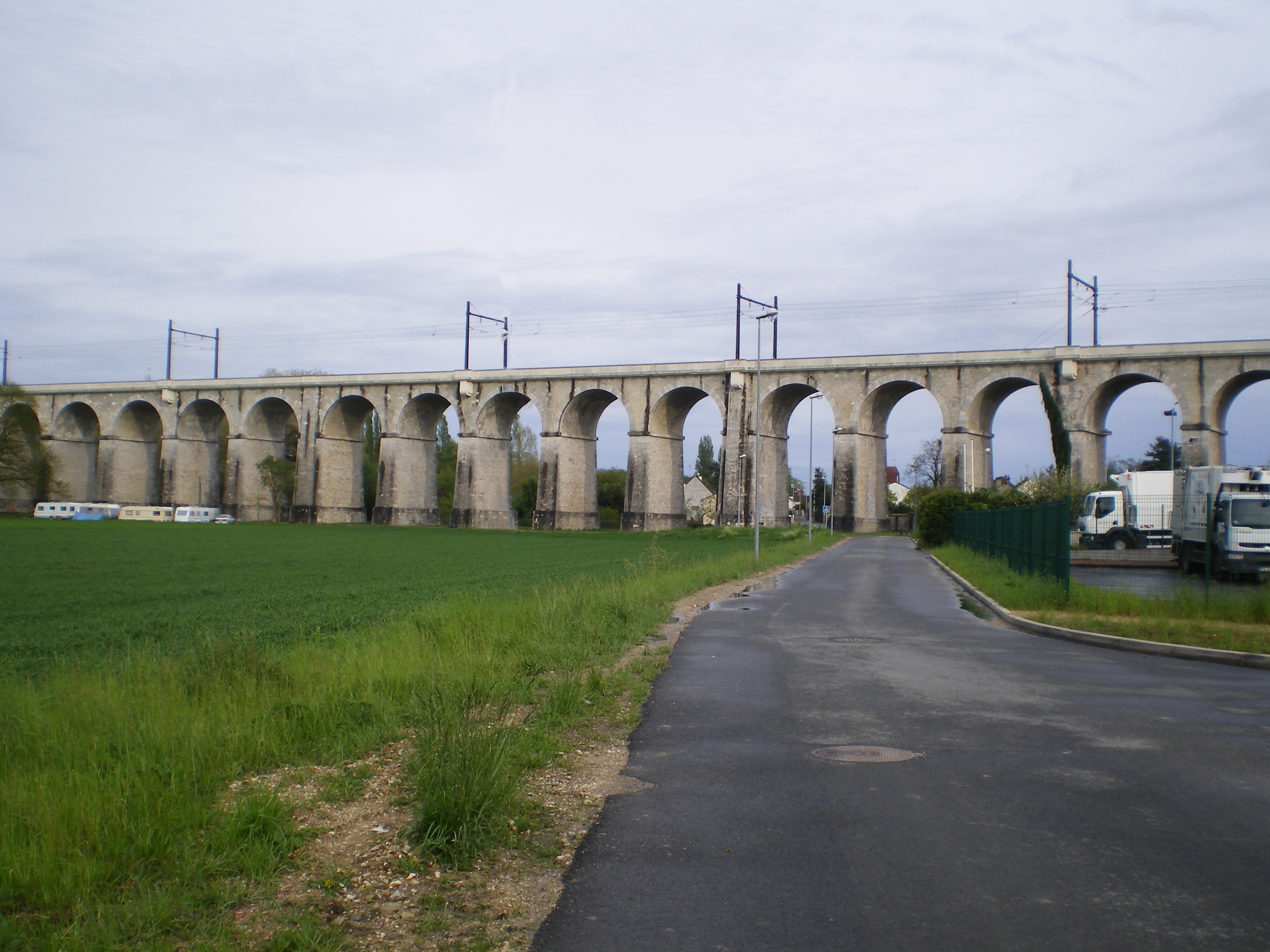
Viaduc de Moret (Veneux-les-Sablons)

## Stations
Selectie van enkele grotere stations aan de lijn (van noord naar zuid):
- Paris Gare de Lyon
- Melun
- Montereau
- Sens
- Montbard
- Dijon-Ville
- Beaune
- Chalon-sur-Saône
- Mâcon-Ville
- Villefranche-sur-Saône
- Lyon-Part-Dieu / Lyon-Perrache
- Vienne
- Saint-Rambert-d’Albon
- Valence-Ville
- Montélimar
- Pierrelatte
- Orange
- Avignon-Centre
- Arles
- Miramas
- Vitrolles Aéroport Marseille Provence
- Marseille Saint-Charles

## Trivia
- De letters PLM betekenden Paris-Lyon-Marseille maar werden uitgelegd als Par la mort.
- De elektrificatie en de geometrische kenmerken van de lijn tussen Gevrey-Chambertin en Beaune maakten het mogelijk om op 20 februari 1954 het eerste snelheidsrecord op het spoor te vestigen en te behalen. Met een 218 ton wegende trein bestaande uit drie DEV-rijtuigen en getrokken door CC 7121, werd de snelheid van 243 km/u behaald rond km 331 bij Vougeot.